# کربن-۱۲
کربن-۱۲ (به انگلیسی: Carbon-12)، در میان دو ایزتوپ پایدار عنصر کربن ایزتوپ  فراوان‌تر است، که بین ۹۳ تا ۹۸٪ کربن را تشکیل می‌دهد؛ این فراوانی به خاطر فرایند آلفا سه‌گانه در زمان به وجود آمدن آن در ستارگان است. کربن-۱۲ از ۶ پروتون ۶ نوترون و ۶ الکترون  تشکیل شده است.
برابر موافقت، جرم اتمی این عنصر دقیقاً ۱۲ برابر AMU است و یک مول از آن ۱۲ گرم جرم دارد.

## حالت هویل
حالت هویل، حالتی رزونانسی از کربن-۱۲ است که برانگیخته و بی‌اسپین (بدون چرخش) است. این حالت در فرایند آلفای سه‌گانه تولید می‌شود و فرد هویل وجود آن را در سال ۱۹۵۴ پیش‌بینی کرد.